# Budno (województwo zachodniopomorskie)
Budno (niem. Buddendorf) – wieś sołecka w Polsce, położona w województwie zachodniopomorskim, w powiecie goleniowskim, w gminie Goleniów.
W latach 1975–1998 miejscowość położona była w województwie szczecińskim. W 2022 roku wieś liczyła 463 mieszkańców.

## Geografia
Wieś leży ok. 5 km na południowy wschód od Goleniowa, na Równinie Nowogardzkiej, przy drodze prowadzącej do Maszewa. Pierwotna część wsi, ma charakter głównie rolniczy, zaś w nowej części wsi, o nieoficjalnej nazwie Budno-Kolonia położonej przy drodze wojewódzkiej nr 113 dominuje zabudowa o charakterze jednorodzinnym. Powstaje tam spora ilość nowych domów stanowiących przedmieścia Goleniowa. Cała wieś położona jest wśród wzgórz morenowych i lasów.

## Integralne części wsi
| SIMC       | Nazwa         | Rodzaj  |
| ---------- | ------------- | ------- |
| nie nadano | Budno-Kolonia | kolonia |

## Historia
Początki stałego osadnictwa na terenie Budna to epoka kultury łużyckiej. W czasie średniowiecza znajdowało się tutaj grodzisko, którego mieszkańcy zajmowali się uprawą roli i hodowlą zwierząt. W XIII wieku zbudowano tutaj zamek Kamieniec, opisany w 1269 roku w sporze między Barnimem I a biskupem kamieńskim. Wzmianka o wsi pochodzi również z dokumentu lokacyjnego miasta Goleniowa z roku 1314 (prawa lubeckie), w którym mowa jest o włościach miasta, docierających do wsi Buddendorf. Wieś została założona na planie ulicówki. Od XVI do XX wieku była własnością rodu von Petersdorf. W późniejszym okresie rozbudowana. Powstał tutaj folwark, pałac (dwór) oraz park, rozbudowany w XIX w. Na początku XX wieku przejęta przez Pomorskie Towarzystwo Ziemskie (Pommersche Landgesellschaft). Oprócz dworu i folwarku znajdował się tutaj ceglany kościół neogotycki, cmentarz, gospoda oraz wyrobisko żwiru. W 1925 roku zamieszkiwało tutaj ok. 210 osób. Po II wojnie światowej zespół parkowo-dworski został przejęty przez miejscowe Państwowe Gospodarstwo Rolne i doprowadzony do ruiny, dwór rozebrano, zaś park zarósł i zmienił się w dziki lasek. Folwark został w dużej części przebudowany lub rozebrany. Obecny układ budynków we wsi nie przypomina tego sprzed II wojny światowej. Zachowało się jedynie kilka zagród z początku XX wieku, reszta budynków to bloki PGR-owskie lub nowe budownictwo jednorodzinne. W 1978 roku rozebrano kościół.

## Przyroda
Obecnie główną atrakcją turystyczną wsi jest aleja jaworów prowadząca do centrum Budna. 

## Gospodarka
Znajduje się tutaj sklep, kilka dużych gospodarstw rolnych, elewator zbożowy oraz kilka firm. Nieopodal Budna, na wzgórzu przy drodze prowadzącej do Maszewa, w niewielkim zagajniku stoi samotna mogiła. W 2013 r. rozpoczęła się budowa schroniska, które zostało przyniesione z Miękowa. Znajduje się ono niedaleko byłego wysypiska śmieci. Został tam także wybudowany ośrodek dla ludzi bezdomnych. 